# Eduard Albert Bielz
Pour les articles homonymes, voir Bielz.
Eduard Albert Bielz (1827-1898) est un fonctionnaire, statisticien, malacologiste et botaniste austro-hongrois, fils de Michael Bielz (1787–1866).

## Biographie
Au terme de deux années de droit à l'Académie saxonne de Hermannstadt, il fut affecté au service forestier régional mais lorsque les premiers troubles révolutionnaires secouèrent l'Autriche (1849), il s'engagea dans l'armée, puis réintégra l'administration, cette fois au ministère des Finances. En 1869, sa connaissance des questions balkaniques le fit appeler au bureau des statistiques régionales (il dirigea ainsi le recensement de 1870) comme secrétaire général et représentant de la Présidence. En 1873, le ministre des Cultes le nomma inspecteur royal hongrois de l'Éducation pour la région autonome des Königsboden de Transylvanie et, après leur intégration en 1876, pour le Comitat de Hermannstadt. Ayant collaboré à la carte géologique de Transylvanie de 1859 à 1860 aux côtés de von Hauer, Ferdinand von Richthofen (1833–1905), Dionys Štur (1827–1893) et Guido Stache, on l'affecta à la commission frontalière de Roumanie. Lors de ses excursions, il perdit un œil, puis bientôt la vue ; de sorte que dès 1878, il fut admis à la retraite avec les émoluments de conseiller royal.

## Publications
- Zwei neue Schliessmundschnecken, Verhandlungen und Mittheilungen des Siebenbürgischen Vereins für Naturwissenschaften in Hermannstadt 3(2), 1852, p. 31–32.